# United States National Forest
Een United States National Forest is een federaal erkend gebied in de Verenigde Staten dat door de United States Forest Service (USFS) beheerd wordt. Het systeem van National Forests bestaat sinds 1891. Tegenwoordig zijn er 155 zulke National Forests, die samen zo'n 769.000 km² land beslaan. Het merendeel daarvan is bosgebied. Beheersactiviteiten in de nationale bossen omvatten houtkap, begrazing, waterbeheer, wildbeheer en recreatie. Het landgebruik in de National Forests is soms controversieel; zo klagen milieubewegingen over het utilitarisme van de USFS en over de wildgroei aan wegen en mijnbouwlicenties in de bossen.